# Petra Hoock
Petra Hoock (* 8. September 1965 in Mannheim) ist eine deutsche Juristin. Sie ist seit dem 2. September 2014 Richterin am Bundesverwaltungsgericht.

## Leben und Wirken
Hoock studierte Rechtswissenschaften an der Universität Heidelberg. Nach einem Studienaufenthalt in Washington, D.C. verlieh ihr die George Washington University 1993 den Master of Laws (LL.M.). Nach Abschluss ihrer juristischen Ausbildung trat Hoock 1996 in den Justizdienst des Landes Brandenburg ein und war zunächst am Verwaltungsgericht Cottbus tätig. 1999 wurde sie zur Richterin am Verwaltungsgericht Frankfurt (Oder) ernannt. Seit 2002 war sie als wissenschaftliche Mitarbeiterin an das Bundesverfassungsgericht und anschließend an das Oberverwaltungsgericht für das Land Brandenburg abgeordnet. Während der Abordnung erfolgte 2005 ihre Ernennung zur Vorsitzenden Richterin am Verwaltungsgericht Potsdam. 2007 wurde sie zur Richterin am Oberverwaltungsgericht Berlin-Brandenburg ernannt. 2008 war sie mehrere Monate an das Verwaltungsgericht Cottbus abgeordnet.
Das Präsidium des Bundesverwaltungsgerichts wies Hoock zunächst dem 8. Revisionssenat, der u. a. für das Recht zur Regelung von Vermögensfragen und das Wirtschaftsverwaltungsrecht zuständig ist, sowie dem 10. Revisionssenat zu, der u. a. über das Kommunalrecht, das Recht der freien Berufe, das Kammerrecht, das Subventionsrecht und das Recht der Finanzdienstleistungsaufsicht entscheidet.